# 1162

## أحداث
- الأمير الموحدي، عبد المومن، يعد أسطولا عملاقا من أربعمائة سفينة لغزو اسبانيا. ويموت في السنة التالية قبل اكتمال الأسطول.[1]

## مواليد
جنكيز خان (مؤسس إمبراطورية المغول)

## وفيات
- ابن زهر
- بلدوين الثالث